# Migdolus thulanus
Migdolus thulanus es una especie de escarabajo del género Migdolus, familia Cerambycidae. Fue descrita por Auguste Lameere en 1902. Se encuentra en Brasil.